# María Francisca Valle Fuentes
María Francisca Valle Fuentes (Ronda, 1964) és una advocada i política catalana. Llicenciada en dret per la Universitat de Barcelona (1988), és màster en dret de família i de la infància a la mateix universitat (2011). Des de 2007 és militant de Ciutadans.
A les eleccions municipals de 2015 va ser elegida regidora a l'Ajuntament de Cerdanyola del Vallès, i com a tal va ser consellera comarcal del Vallès Occidental. Va abandonar els càrrecs locals després que el 22 de març de 2016 substituís Jesús Galiano com a diputada al Parlament de Catalunya per Ciutadans. En les eleccions al Parlament de Catalunya de 2017, va ser reelegida diputada a la cambra catalana. Advocada amb despatx propi, ha estat en exercici des del 1990. Viu a Cerdanyola del Vallès.